# Зотиков, Владимир Евгеньевич
Влади́мир Евге́ньевич Зо́тиков (10 января (23 января) 1887, Ялта — 12 ноября 1970, Москва) — российский учёный-текстильщик, доктор технических наук, профессор. Заслуженный деятель науки и техники РСФСР.

## Биография

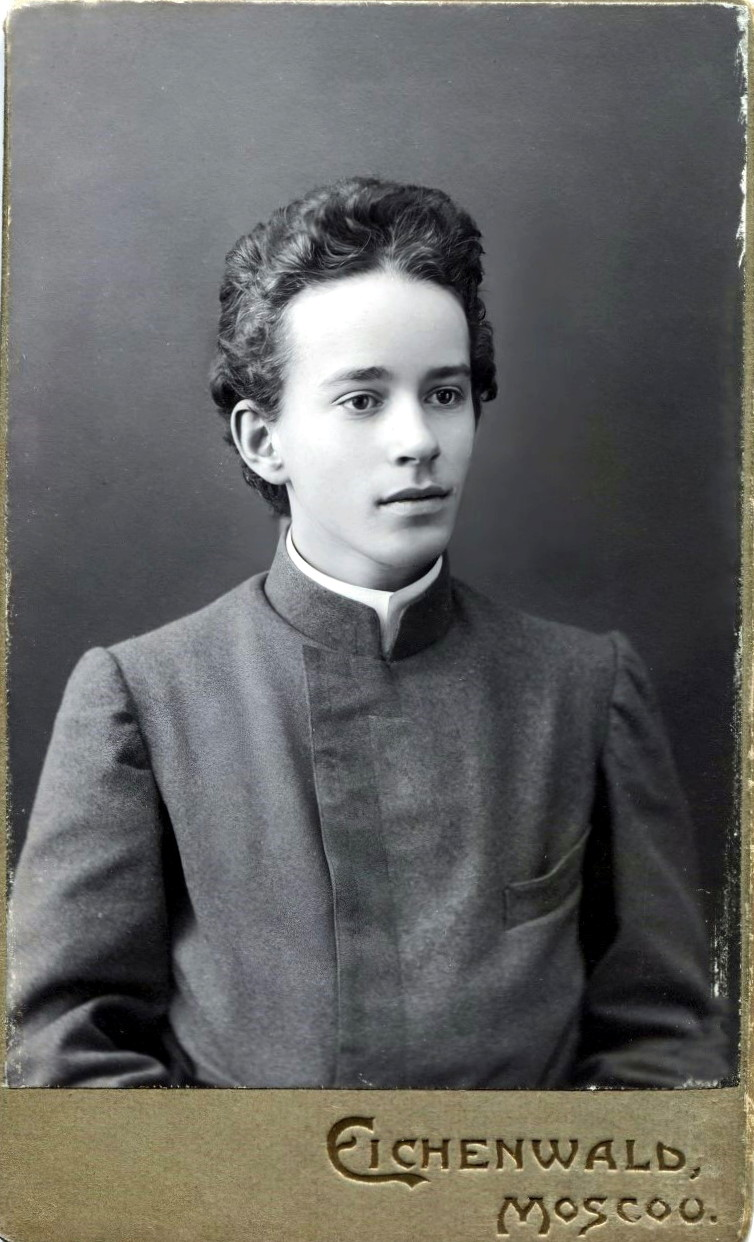
Владимир Зотиков, 1904 г., Москва

В. Е. Зотиков родился 10 января (23 января) 1887 года, в Ялте (с. Аутка, Ялтинского уезда), в семье инженера-механика Зотикова Евгения Викторовича и Зотиковой (урожд. Савицкой) Елизаветы Аполлоновны (крещен 19 января 1887 года в Успенской церкви села Аутки).
Младший брат — Зотиков Виктор Евгеньевич (1888—1969), сестры — Зотикова Татьяна Евгеньевна (1881—1956) и Зотикова Екатерина Евгеньевна (1885—1976).
Первоначальное образование Владимир Зотиков получил в доме родителей. В январе 1897 года поступил в Московское частное реальное училище К. П. Воскресенского, где учился до июня 1904 года, окончив полный курс по основному отделению (6 классов) и дополнительный класс.

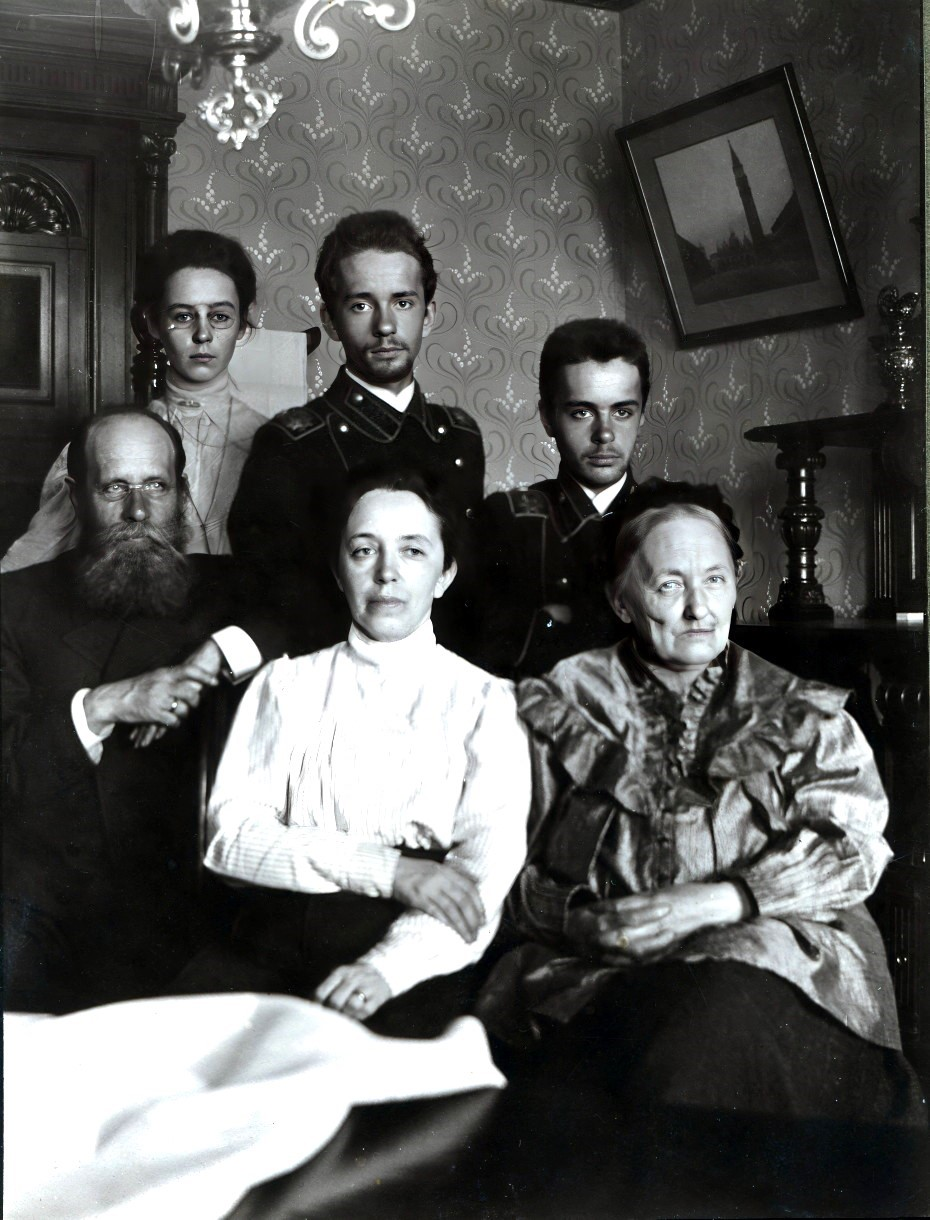
Евгений Викторович, Елизавета Аполлоновна, стоят — Екатерина Евгеньевна, Владимир Евгеньевич, Виктор Евгеньевич Зотиковы, ок. 1907 г., Москва

В августе 1904 года поступил на механическое отделение Императорского Московского технического училища (ИМТУ). В январе 1911 года окончил ИМТУ, получив диплом с отличием с присвоением звания инженера-механика.
С 1 сентября 1910 г. по 28 августа 1911 года проходил воинскую службу в 1-й гренадерской артиллерийской бригаде (бомбардир, младший фейерверкер) на правах вольноопределяющегося 1 разряда. После сдачи экзамена уволен в запас в звании прапорщика запаса легкой артиллерии по Московскому уезду.
2 сентября 1911 года приступил к работе на Раменской бумаго—прядильной и ткацкой фабрике «П. Малютина Сыновья», организовав лабораторию по испытанию и качественной приемке хлопка. С 1912 года — мастер прядильного цеха. В 1913 году выезжал в Германию (Берлин, Дрезден, Мюнхен, Лейпциг) и Швейцарию для ознакомления с работой предприятий текстильной промышленности.
Участник Первой мировой войны. По мобилизации 1914 года призван из запаса, 22 июля (4 августа) прибыл в 17-й мортирный парковый артиллерийский дивизион и назначен адъютантом дивизиона. С 4 (17) августа 1914 г. на Юго-Западном фронте театра военных действий в составе 17-го армейского корпуса. Подпоручик (19.07.1915 г.), поручик (24.11.1916 г.). «За отлично усердную службу и труды, понесенные на театре военных действий» награждён орденами Св. Станислава 3 степени с бантом (10.03.1915 г.), Св. Анны 3 степени (28.05.1915 г.), Св. Станислава 2 степени (19.03.1916 г.) и Св. Анны 2 степени (23 08.1916 г.). С 8 августа 1917 года — поручик 1 батареи 17-го мортирного артиллерийского дивизиона.
С апреля 1917 года принимал участие в работе выборных армейских комитетов: товарищ председателя, председатель дивизионного комитета; товарищ председателя, председатель корпусного комитета. С 18 по 29 октября 1917 года — комиссар 17-го армейского корпуса.

 «На вопрос Шиллинга, почему ставка не делает никаких распоряжений и ничего не сообщает, он получил от Вендзягольского ответ, что „там не уверены, можно ли надеяться на части корпуса“. Чтобы проверить это, генерал Шиллинг собрал в 11 часов утра 28 октября представителей всех частей корпуса и изложил им свой взгляд на большевизм. Через два часа он получил ответ от председателя корпусного комитета, поручика Зотикова, что все с ним согласны и пойдут за ним».
«Депутация большевиков с матросом Дыбенко, приехавшая в Лугу уговаривать пришедшие туда передовые части, не имела успеха. Корпусной комиссар Зотиков решился даже съездить в Петроград, в Смольный, и вернулся оттуда благополучно, пригрозив большевикам лужскими войсками. Но, увы, все эти частичные удачи пришли слишком поздно». — Цит. по кн.: Милюков П. Н. История второй русской революции. — «Российская политическая энциклопедия» (РОССПЭН), 2001. — 767с.
Демобилизован в январе 1918 года.
15 января 1918 года вновь зачислен инженером на Раменскую фабрику, которая в 1917 году была национализирована и переименована в прядильно—ткацкую фабрику «Красное знамя».
29 октября 1919 года мобилизован в Красную армию, служил старшим инженером-приемщиком Штаба железнодорожных войск и ЦУПВОСО.
В сентябре 1921 года откомандирован в распоряжение Народного комиссариата просвещения, зарегистрирован в ЦЕКУБУ в качестве научного работника и назначен преподавателем черчения в МВТУ. С 1924 г. — также преподаватель Московской горной академии и Московского института народного хозяйства имени Г. В. Плеханова.
В. Е. Зотикова не миновали обвинения в контрреволюционной деятельности. 25 октября 1921 года он был арестован Московской ЧК, но через 9 дней освобожден, а 8 ноября 1921 г. дело было прекращено. Реабилитирован В. Е. Зотиков был в 2003 году прокуратурой г. Москвы.
В июне 1923 года поступил на работу инженером во Всесоюзный Текстильный Синдикат. В 1925 году переведен на должность старшего инженера в техническое бюро Экспертной комиссии по хлопку при Научно-техническом совете ВСНХ. С ноября 1928 года работает во вновь созданном Научно—исследовательском текстильном институте (НИТИ) заместителем заведующего хлопковым отделом, а с февраля 1935 по 1939 год — в ЦНИИ хлопчатобумажной промышленности (ЦНИИХБИ).

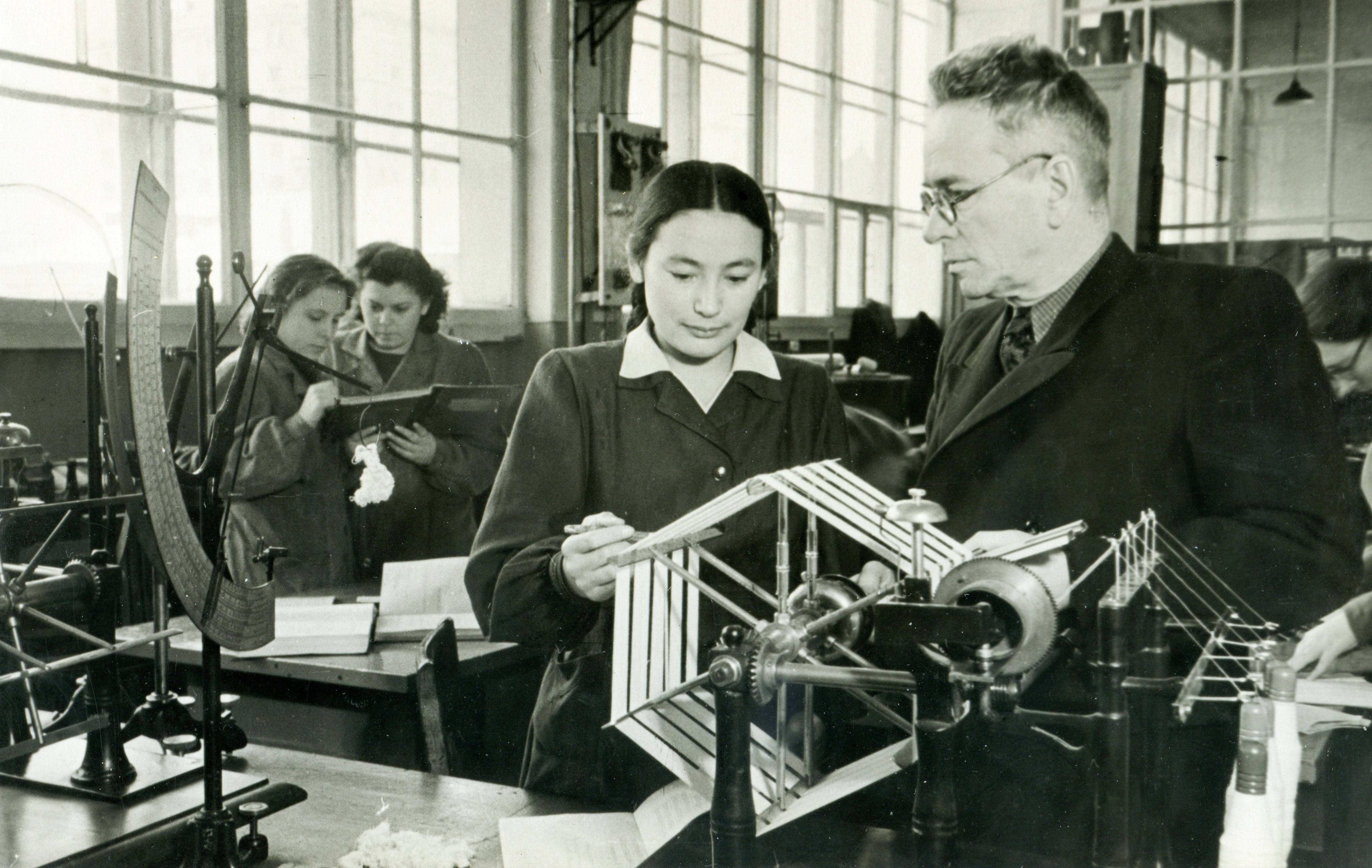
В Московском текстильном институте.

В 1928—1934 годах — доцент, профессор, заведующий кафедрой технологии волокнистых материалов Московского индустриально-педагогического института им. Карла Либкнехта.
С 1935 по 1938 год — профессор МВТУ им. Н. Э. Баумана. В 1935 году решением ВАК утвержден в ученом звании профессора по кафедре «технология хлопка»; в 1938 году — в ученой степени кандидата технических наук без защиты диссертации.
С 1939 по 1967 год — профессор, заведующий кафедрой «Общей механической технологии волокнистых материалов» (1939), «Хлопкопрядения» (1940—1942), «Основы прядения» (1942—1947), «Механической технологии волокнистых материалов» (1947—1967) Московского текстильного института (МТИ). В 1940 году по итогам защиты в МТИ докторской диссертации по теме «Неровнота в хлопкопрядении» присуждена ученая степень доктора технических наук.
В годы Великой Отечественной войны 1941—1945 В. Е. Зотиков оставался в Москве, продолжал научную работу, был занят на сооружении оборонительных укреплений на подступах к столице, читал лекции в госпиталях. Награждён медалями «За оборону Москвы» (01.05.1944) и «За доблестный труд в Великой Отечественной войне 1941—1945 гг.» (06.06.1945).

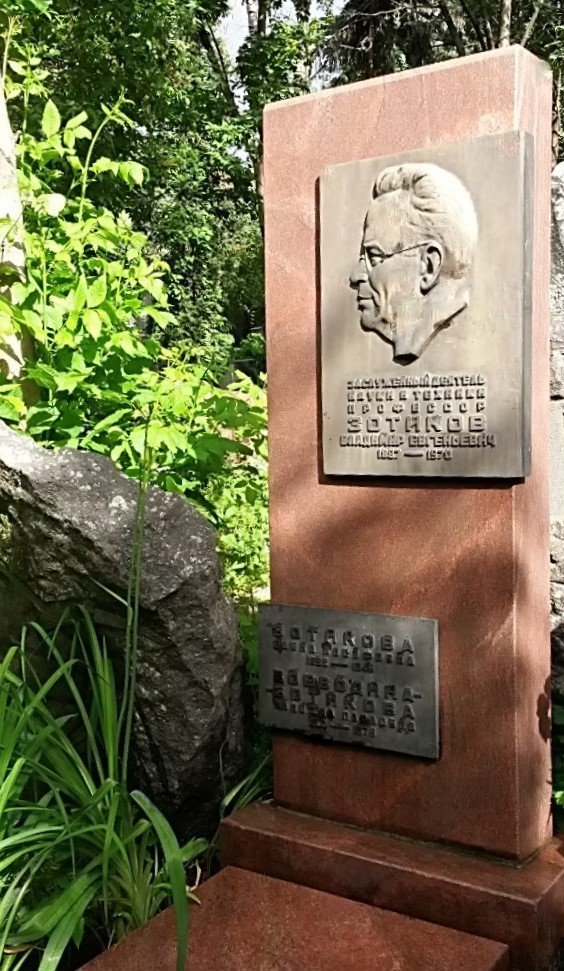
Памятник на Новодевичьем кладбище в Москве

В 1949—1954 годах — декан механико-технологического факультета МТИ. С 1962 года — председатель секции легкой промышленности Комитета по Ленинским премиям в области науки и техники при Совете Министров СССР. С мая 1967 года — профессор кафедры МТВМ. В июле 1969 года вышел на пенсию.
За достижения в научной и преподавательской работе награждён Орденом Ленина (27.10.1953) и Орденом «Знак почета» (15.09.1961).
18 июля 1963 года В. Е. Зотикову, первому среди ученых-текстильщиков, было присвоено почетное звание «Заслуженный деятель науки и техники РСФСР».
Скончался 12 ноября 1970 года после непродолжительной болезни. Похоронен на Новодевичьем кладбище в Москве.

## Научная деятельность

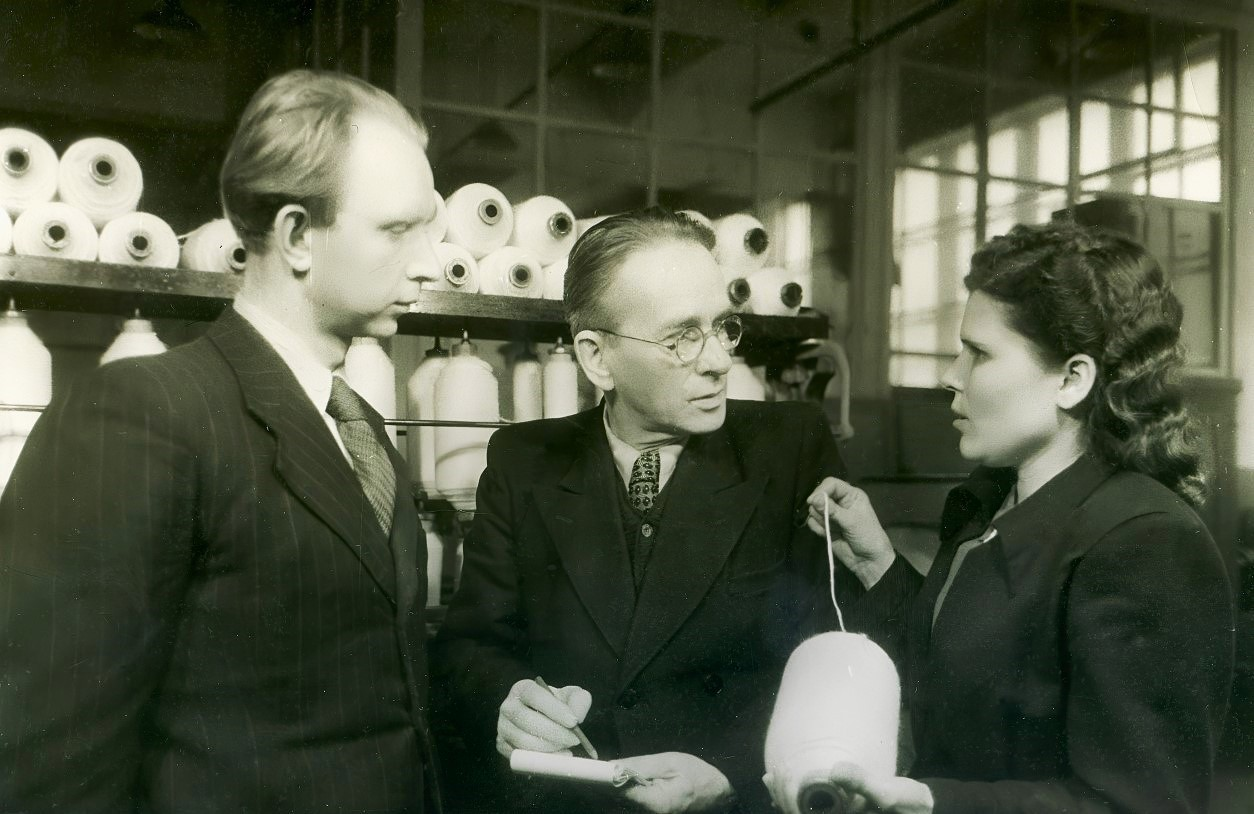
В лаборатории прядения хлопка МТИ с коллегами по научной работе; слева — И. Г. Борзунов.

В. Е. Зотиков — видный ученый, теоретик и исследователь физико-механических свойств хлопкового волокна и технологических процессов хлопкопрядильного производства.
Будучи последователем выдающегося ученого, основоположника теории прядения профессора Н. А. Васильева, В. Е. Зотиков развил теорию одного из основных процессов прядения — вытягивания. Положения и выводы проделанной им работы получили всеобщее признание и вошли во все учебники по прядению хлопка и других волокон.
В своей докторской диссертации «Неровнота в хлопкопрядении» ученый разработал новый метод изучения неровноты, дал классификацию видов неровноты, провел исследование, позволяющее проследить, как видоизменяется неровнота по всем переходам прядильного производства. В результате теоретических исследований В. Е. Зотиков внес конкретные предложения по улучшению работы ровничных машин, которые нашли широкое практическое применение в промышленности.
В. Е. Зотиков создал новую систему прядения хлопка на базе агрегирования машин и применения автоматических приборов, первым разработал схему системы прядения хлопка. Результатом проделанной работы стало создание поточной линии в хлопкопрядении.

## Семья

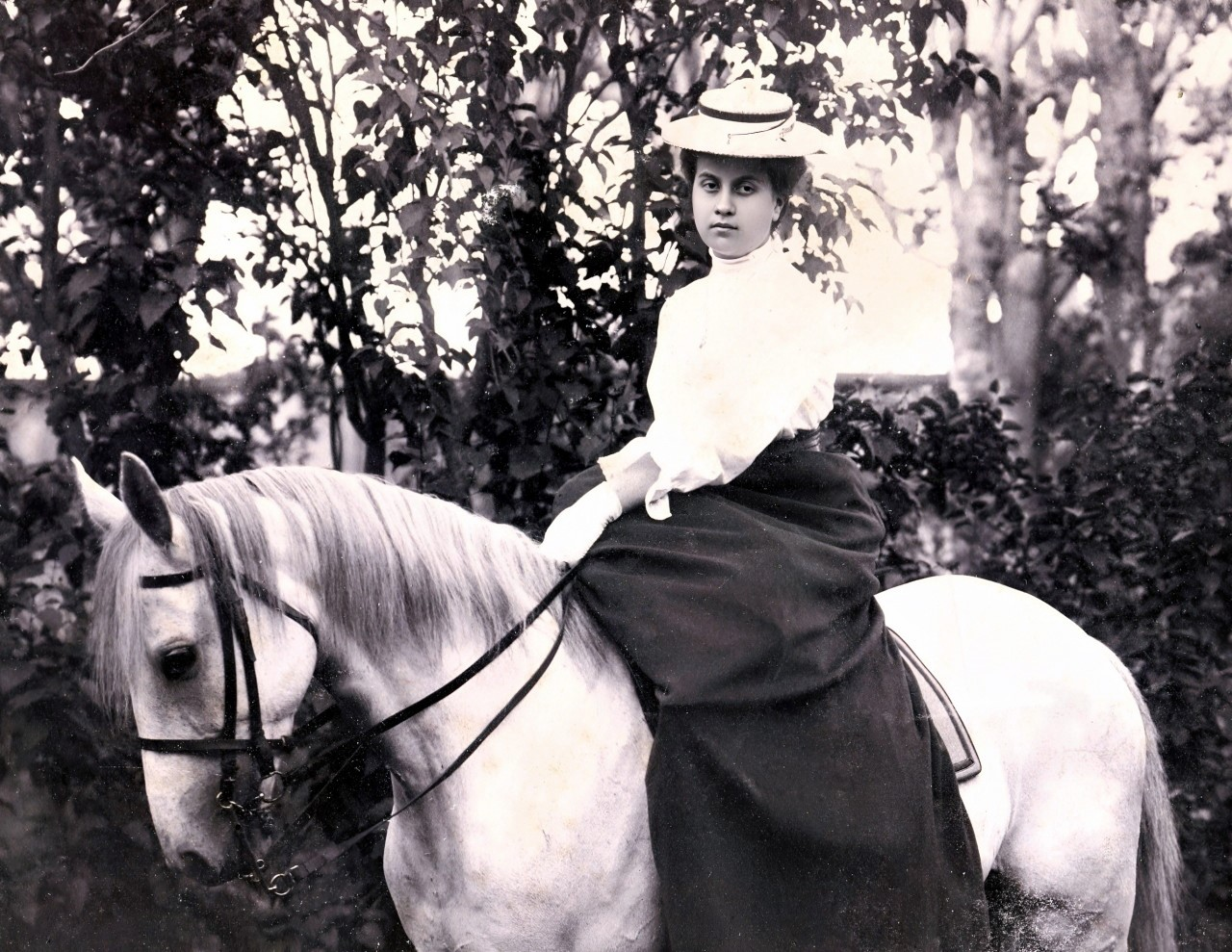
Елена Гранская, Богородск, 1912 год

Первым браком (1912) В. Е. Зотиков был женат на Гранской Елене Иосифовне (1892—1946), выпускнице Елизаветинской женской гимназии и Педагогических курсов Общества воспитательниц и учительниц в Москве, дочери Гранского Иосифа Андриановича, коллежского советника, исправника Богородского уезда Московской губернии; её сестра — Сластенина Нина Иосифовна (урожд. Гранская) (1889—1966), заслуженная артистка РСФСР (1954), актриса Вахтанговского театра (Третьей Студии Московского Художественного театра) (1921—1924) и МХАТа (1924—1956), педагог.

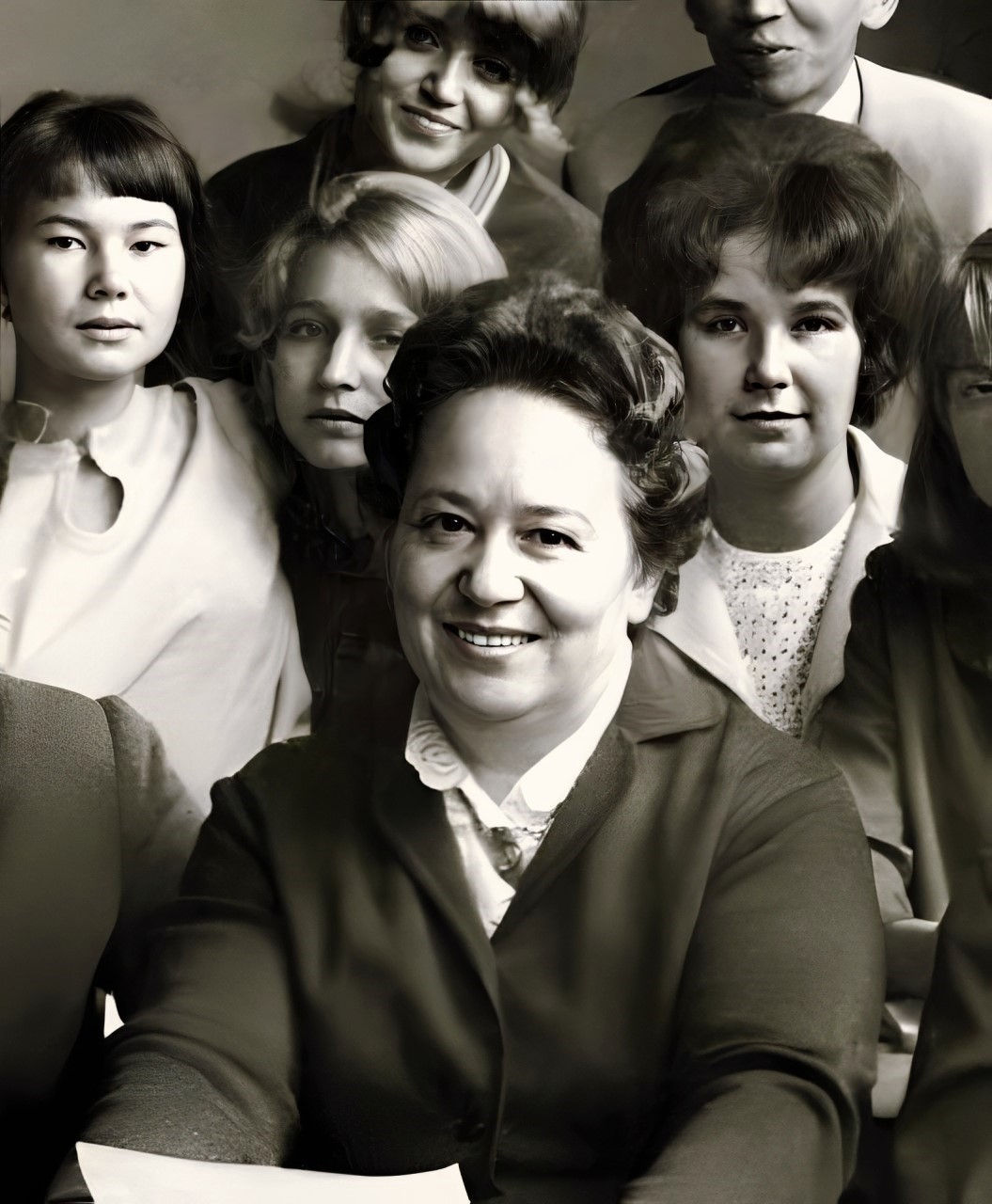
Надежда Павловна Воеводина, 1970 год, Москва

В 1949 году В. Е. Зотиков женился на Воеводиной Надежде Павловне (1919—1976).
Н. П. Воеводина в 1948 году окончила Московский текстильный институт; 1948—1949 г.г. — инженер—технолог, сменный мастер на Павлово—Покровской фабрике (г. Павловский Посад); 1949—1952 г.г. — старший специалист ЦНИХБИ; 1952—1956 г.г. — аспирант кафедры текстильного материаловедения МТИ, кандидат технический наук (1956); 1956—1967 г.г. — ассистент кафедры технологии шелка / кафедры переработки химических волокон; 1968—1976 г.г. — доцент кафедры переработки химических волокон МТИ.
Сын В. Е. Зотикова от первого брака — Зотиков Юрий Владимирович (1925—2000), выпускник МГИМО (1948), заведующий отделом скандинавских стран Союза Советских обществ дружбы и культурной связи с зарубежными странами (ССОД), Генеральный секретарь Общества «СССР—Финляндия»; работал в представительствах ССОД в Германской Демократической Республике (1952—1954) и Австрии (1955—1957), представителем ССОД в Финляндии (1972—1978). Заслуженный работник культуры РСФСР (1974).
Сын В. Е. Зотикова от второго брака — Зотиков Александр Владимирович (1954 г. рожд.) окончил факультет международных отношений МГИМО в 1977 г. На дипломатической работе с 1977 г. по 1992 г. Занимал различные должности в центральном аппарате МИД и за рубежом.